# Герасимов, Владимир Дмитриевич (футболист)
Владимир Дмитриевич Герасимов (12 апреля 1989, Калининград, Московская область, СССР — 9 марта 2018, Чжэцзян, Китай) — российский футболист, нападающий.

## Биография
Воспитанник московских ДЮСШ «Буревестник» (до 2005), ДЮСШ-57 «Перовец-Новокосино» (2005—2006), ЦСиО «Локомотив-2» (2006—2007). В 2007 году играл в составе клуба «Рязанская ГРЭС» Новомичуринск в первенстве ЛФЛ. В сентябре — октябре провёл три игры во втором дивизионе за «Волочанин-Ратмир» Вышний Волочёк — выходил на замену во вторых таймах. Далее играл за московский клуб ЛФЛ «Спартак-Авто» / «Столица» (2008, 2009). Перед сезоном 2009/10 перешёл в чешский клуб «Богемианс», в составе которого провёл один матч в чемпионате — 4 октября в домашнем матче против клуба «Богемианс 1905» (0:0) вышел на замену на 75-й минуте. Вернувшись в Россию, играл за клубы первенства ПФЛ «Ника» Москва (2010), «Калуга» (2011—2012), «Металлург» Выкса (2012). Позже выступал в первенстве ЛФЛ в составе клубов «Столица» (2013—2014), «Металлист-Королёв» (2014—2015).
Погиб 9 марта 2018 года в возрасте 28 лет в результате ДТП в провинции Чжэцзян, КНР, где он работал. Герасимов управлял мопедом, по дороге домой в 5 утра попал в аварию без участия третьих лиц, был доставлен в больницу, где скончался.

## Достижения
- Серебряный призёр третьего дивизиона (2013)
- Бронзовый призёр третьего дивизиона (2008)